# Ares I

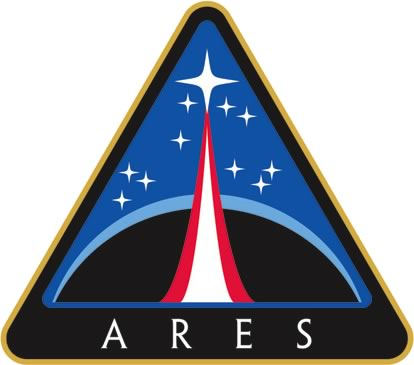
Insígnia do Ares I

Ares I (formalmente como o veículo de lançamento do grupo ou o CLV) seria o componente do lançamento do grupo do Programa Constellation. Ares I lançaria o Orbitador Lunar Orion, a nave espacial que estava projetada para substituir os ônibus espaciais  depois que fossem aposentados em 2010. O Ares V estava projetado como um complemento ao Ares I; e seria o veículo de lançamento do Módulo Lunar para o Programa Constellation.
Contudo, em 1º de fevereiro de 2010, a administração Obama apresentou a proposta de  orçamento para o ano de 2011, no qual desiste do programa Constellation. Cancelando os fundos para este programa e defendendo a participação da iniciativa privada na criação de naves espaciais para o transporte de astronautas para a órbita terrestre baixa .

## Papel do Ares I no Programa Constellation

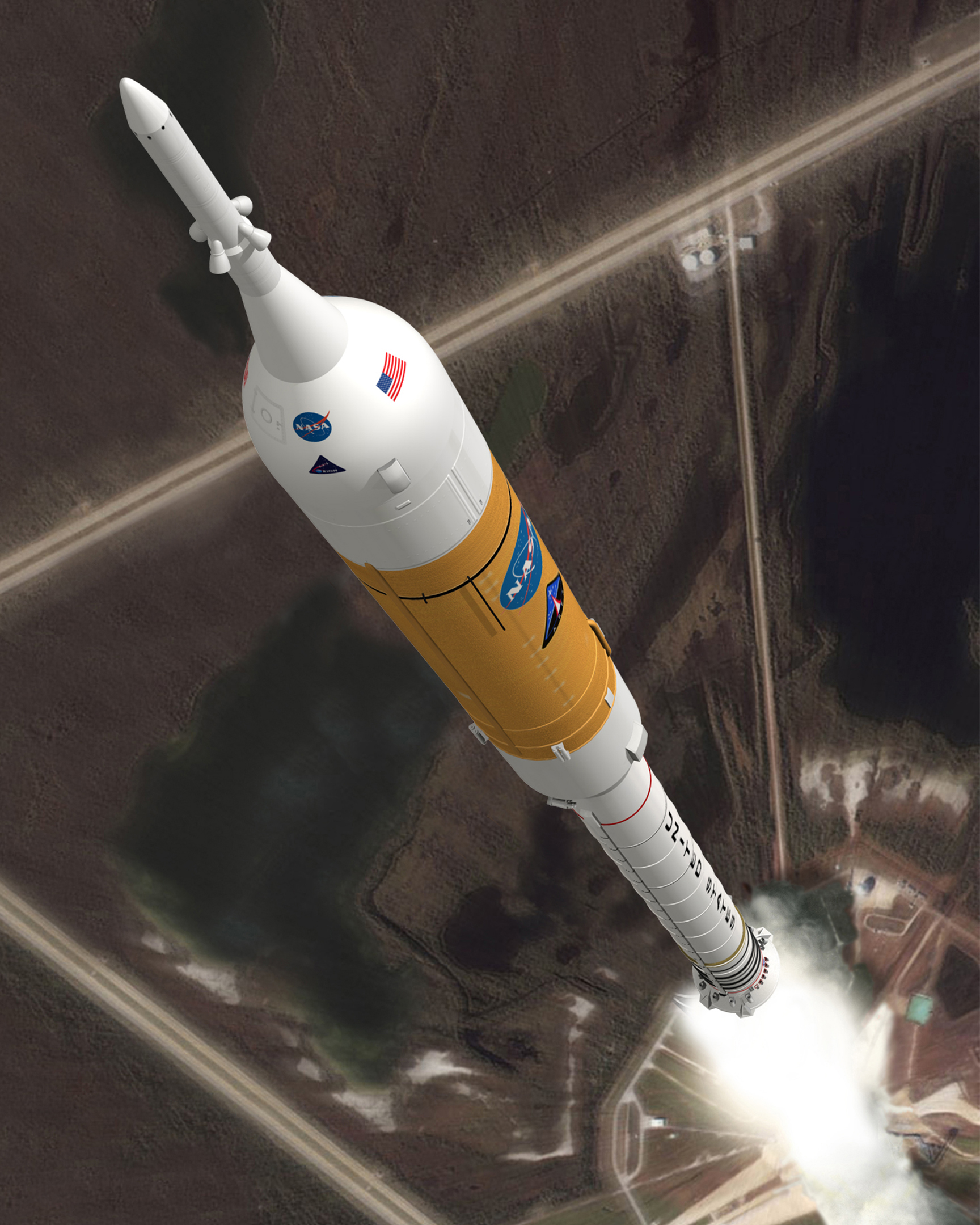
Concepção artística do lançamento de um Ares I

Ares I seria o componente do lançamento do grupo do Programa Constellation. Ao contrário dos ônibus espaciais, onde o grupo e a carga são lançados simultaneamente no mesmo foguete, nas plantas do Programa Constellation havia dois veículos separados para lançamento, o Ares I e o Ares V, para o grupo e a carga, respectivamente. Ter dois veículos separados do lançamento permitiria projetos mais especializados para as finalidades diferentes que os foguetes cumpririam.
O foguete de Ares I estava sendo projetado especificamente para lançar o Orbitador Lunar Orion. Orion era pretendido como uma cápsula do grupo, similar no projeto à cápsula de Apollo, com o opbjetivo de transportar astronautas à Estação Espacial Internacional, à Lua e eventualmente até Marte.

## Projeto

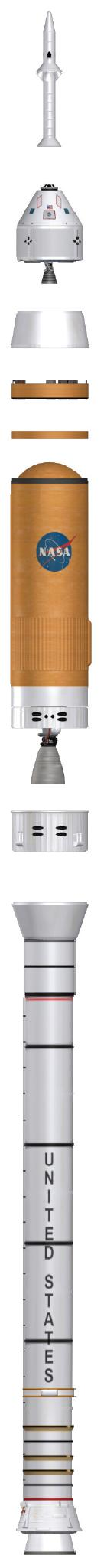
Diagrama da composição do Ares I.

Ares I era um foguete espacial de dois estágios projetado lançar o Orbitador Lunar Orion na órbita terrestre baixa (LEO=Low Earth Orbit).